# Domenico Gregorini
Domenico Paolo Gregorini (Roma, 21 agosto 1692 – Roma, 7 febbraio 1777) è stato un architetto italiano, la cui fama è legata soprattutto al rinnovamento della Basilica di Santa Croce in Gerusalemme.

## Biografia

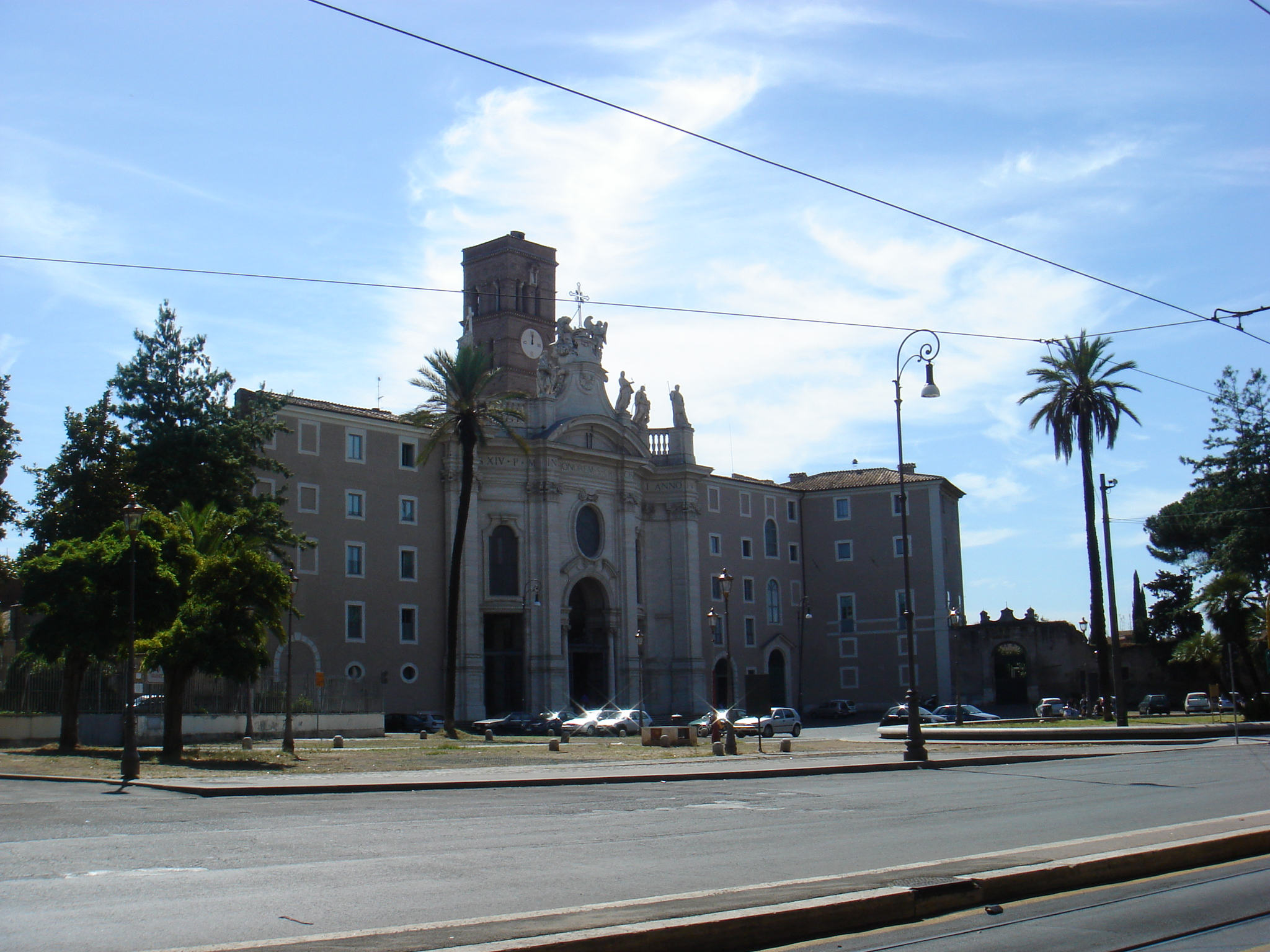
La basilica di Santa Croce in Gerusalemme

Figlio dell'architetto e ingegnere romano Ludovico Gregorini (1661-1723), Domenico Gregorini si formò nello studio di suo padre. Fu suo compagno di apprendistato Pietro Passalacqua (1690-1748), un nipote di Filippo Juvara; Domenico Gregorini e Pietro Passalacqua collaborarono strettamente nel rimanente della loro vita, tanto che è difficile riuscire a distinguere il contributo dell'uno o dell'altro dei due architetti.
Grazie all'appoggio del padre, nel 1713 Domenico Gregorini fu nominato «sottomaestro delle Strade» per i rioni Ponte e Regola e, nel 1714, per le porte di San Sebastiano, San Giovanni e Porta Latina. Nel 1716 fece alcune ricognizioni per lavori al monastero delle Sante Rufina e Seconda a Trastevere. Nel 1713 vinse il primo premio a un Concorso clementino con un «Tabernacolo per altare maggiore». Nel 1722 fu ammesso alla Congregazione dei Virtuosi al Pantheon, della quale sarà reggente nel 1728, nel 1760 e nel 1769; nel 1748 diverrà anche accademico di San Luca. Alla morte del padre (11 novembre 1723) ne ereditò tutti gli incarichi portando a termine fra l'altro nel 1725 la costruzione di Palazzo Sforza Cesarini a Genzano e Palazzo Santacroce a Roma.
Fruttuoso fu ancora l'incontro col cardinale Ottoboni. Nell'ambiente che gravitava attorno al cardinal Ottoboni Gregorini poté approfondire fra l'altro le proprie conoscenze nei campi della scenografia, del teatro e della festa barocca. Nel campo dell'effimero si ricordano, per esempio, la macchina pirotecnica per la festa dell'Assunta o la festa in onore dell'ambasciatore francese. Ma per il cardinale Ottoboni, Gregorini svolse anche un'intensa attività di architetto insieme con Pietro Passalacqua e Ludovico Rusconi Sassi, quest'ultimo architetto di fiducia del cardinale. Sempre con Passalacqua, Gregorini svolse numerosi altri lavori di sistemazione agli edifici del feudo di Fiano, ai palazzi vescovili di Albano e Velletri, di Roma, eccetera. Infine, alla morte di Rusconi Sassi (1736), Gregorini gli successe come architetto di fiducia del cardinale. Gregorini ricevette numerosi incarichi anche dal cardinale Aldrovandi, all'epoca governatore di Roma. Per Aldrovandi effettuò la ricostruzione del Teatro Tordinona (1733) e la "Legnara Clementina", un deposito di legnami non più esistente (1734-35). La sua attività fu intensa. Il nome del Gregorini resta legato soprattutto al rinnovamento della basilica di Santa Croce in Gerusalemme (1741-44), una chiesa antichissima il cui restauro fu uno ultime grandi imprese della Roma barocca. Dopo quest'opera Gregorini ottenne importanti riconoscimenti pubblici e commesse. Negli ultimi anni della sua vita ci fu un declino professionale testimoniato anche da una richiesta di aiuto economico inviata nel novembre 1772 all'Accademia di San Luca.